# Barbra Joan Streisand
Barbra Joan Streisand — студийный альбом Барбры Стрейзанд, выпущенный на лейбле Columbia Records в августе 1971 года. Альбом достиг 11-го места в чарте Billboard Top LP’s и был сертифицирован как золотой в США 6 декабря 1971 года. Песня «I Mean to Shine» с этого альбома — первая выпущенная песня, которая была написана основателями группы Steely Dan — Дональдом Фейгеном, Уолтером Беккером.

## Об альбоме
В продолжение альбома Stoney End, Ричард Перри спродюсировал вторую поп-запись Барбры. Альбом получил название Barbra Joan Streisand и включил в себя как музыкальные стандарты, так и различные поп-рок песни. Композитор Джин Пейдж написал аранжировки к бо́льшей части альбома. Прежде он был известен своими работами с артистами лейбла Motown Records.
Барабанщик Джим Келтнер вспоминал о работе со Стрейзанд: «Она обладала большой, большой силой, понимаете? Невероятный голос. И это было то время, когда артист записывался перед тобой вживую. Было невероятно слышать голос, как этот, в своих наушниках».
Помимо трёх песен Кэрол Кинг и двух песен Джона Леннона, для альбома Барбра также записала с аранжировщиком Кенни Уэлчем «One Less Bell to Answer» и «A House is Not a Home», которые в марте 1971 года она исполнила на специальном телешоу Берта Бакарака Singer Presents Burt Bacharach. Женская группа Fanny, представляемая Ричардом Перри, аранжировали и сыграли на песнях «Where You Lead» и «Space Captain».
Песня «I Mean to Shine» была написана Дональдом Фейгеном и Уолтером Беккером. По словам Фейгена, это была первая их записанная песня. «Не самая хорошая песня, но по крайней мере она записала её». «I Mean to Shine» не была записана непосредственно для этого альбома. Барбра записала песню в сентябре 1970 года для альбома Stoney End, однако вышла она только на Barbra Joan Streisand. Песня «I Never Meant to Hurt You» Лоры Ниро также была записана для альбома Stoney End в сентябре 1970 года, но Барбра перезаписала песню специально для нового альбома 20 апреля 1971 года.
Записанные во время сессий весной 1971 года песни «Talk About Your Troubles» Гарри Нилссона и «We’ve Only Just Begun» Роджера Николса и Пола Уильямса в финальную версию альбома не попали. Последняя, однако, была издана в 1991 году на компиляции Just for the Record….
Версия альбома, изданная на компакт-диске, немного отличалась от оригинальной оформлением. Так, на обложке был использован отличный от оригинального издания шрифт. На переиздании был использован шрифт, аналогичный Stoney End. Кроме того, оригинальное издание на пластинке отличалось необычной симметрией. На обложке альбома была показана «серьёзная» Барбра и имя её написано так, как она пишет его с 1960 года — без буквы «а» (Barbra). На оборотной стороне использована аналогичная обложке фотография, только с запечатлённой улыбкой и имя написано так, как оно звучало при её рождении — Barbara.
Фотографии, использованные для оформления пластинки, сняты Эдом Трэшером. Трэшер снимал Стрейзанд в студии звукозаписи с Ричардом Перри и группой Fanny.

## Чарты
Альбом дебютировал в чарте Billboard Top LP’s со 176-го места 18 сентября 1971 года, а своего пика, на 11-й позиции, достиг 6 ноября. Альбом не стал таким же большим хитом как Stoney End, но всё же имел успех, оставаясь в списке 26 недель, а уже 6 декабря 1971 года став золотым.
Для раскрутки альбома были выпущены три сингла. Первым, в июне 1971 года, стал «Where You Lead» с би-сайдом «Since I Fell for You». «Where You Lead», кавер-версия песни Кэрол Кинг с альбома Tapestry, 24 июня дебютировала в Billboard Hot 100 с 90-го места. 28 августа сингл попал в топ-40 хит-парада на 40-ю позицию, оставаясь в сотне хитов 8 недель. В сентябре как сингл вышла кавер-версия «Mother» Джона Леннона с би-сайдом «The Summer Knows». Песня стартовала в рейтинге с 90-го места, достигнув пика на 79-й позиции и пробыв в нём лишь 5 недель. Заключительный сингл, «Space Captain» с «One Less Bell to Answer»/«A House Is Not a Home» на второй стороне, вышел в ноябре, но не попал в топ-100, остановившись на 1-м месте чарта Bubbling Under Hot 100 Singles.

## Список композиций
| №  | Название                                          | Автор(ы)                | Длительность |
| -- | ------------------------------------------------- | ----------------------- | ------------ |
| 1. | «Beautiful»                                       | Кэрол Кинг              | 2:12         |
| 2. | «Love»                                            | Джон Леннон             | 3:09         |
| 3. | «Where You Lead»                                  | Кэрол Кинг, Тони Стерн  | 2:57         |
| 4. | «I Never Meant to Hurt You»                       | Лора Ниро               | 3:46         |
| 5. | «One Less Bell to Answer» «A House Is Not a Home» | Берт Бакарак, Хэл Дэвид | 6:32         |

| №  | Название               | Автор(ы)                                     | Длительность |
| -- | ---------------------- | -------------------------------------------- | ------------ |
| 1. | «Space Captain»        | Мэтью Мур                                    | 3:18         |
| 2. | «Since I Fell for You» | Бадди Джонсон                                | 3:23         |
| 3. | «Mother»               | Джон Леннон                                  | 4:35         |
| 4. | «The Summer Knows»     | Мишель Легран, Мэрилин Бергман, Алан Бергман | 3:38         |
| 5. | «I Mean to Shine»      | Дональд Фейген, Уолтер Беккер                | 2:53         |
| 6. | «You’ve Got a Friend»  | Кэрол Кинг                                   | 4:50         |

## Над альбомом работали
| - Барбра Стрейзанд — вокал - Джун Миллингтон — гитара, акустическая гитара, бас-гитара - Майк Дизи — гитара - Джон Урибе — гитара - Луис Шелтон — гитара - Эрик Вейсберг — гитара - Хью МакКракен — акустическая гитара - Ларри Мухоберак — фортепьяно - Ники Барклай — фортепьяно - Мишель Рубини — фортепьяно - Ник Декаро — фортепьяно - Линкольн Мейорга — фортепьяно - Дональд Фейген — орган - Билли Престон — орган - Джо Осборн — бас-гитара | - Ларри Нчтел — бас-гитара - Элис Де Бер — ударные - Джим Гордон — ударные - Хэл Блейн — ударные - Джим Келтнер — ударные - Ричард Перри — перкуссия - Элис Де Бер — перкуссия - Бобби Киз — духовые - Джим Прайс — духовые - Джин Сиприано — кларнет, гобой - Клайди Кинг — бэк-вокал - Ома Дрэйк — бэк-вокал - Венетта Филдс — бэк-вокал - Fanny — бэк-вокал - Шерли Мэттьюс — бэк-вокал |

## Позиции в хит-парадах и сертификации
| Хит-парад (1971—1972)    | Высшая позиция | Пребывание в чарте |
| ------------------------ | -------------- | ------------------ |
| США (Billboard Top LP’s) | 11             | 26 недель          |

| Регион                                                      | Сертификация | Продажи  |
| ----------------------------------------------------------- | ------------ | -------- |
| США (RIAA)                                                  | Золотой      | 500 000^ |
| ^ Данные о тиражах приведены только на основе сертификации. |              |          |